# Lothar Michael Schmitt
Lothar Michael Schmitt (* 29. Mai 1931 in Mannheim; † 17. Mai 2011) war ein deutscher Dramaturg, Regisseur, Synchronautor und Synchronregisseur.

## Leben
Nach dem Abitur am Karl-Friedrich-Gymnasium Mannheim nahm Schmitt privaten Schauspielunterricht bei E. L. Stahl. 1948 gab er sein Bühnendebüt in einer Inszenierung von Friedrich Schillers Turandot am Theater der Jugend Mannheim, wo er auch sein erstes Engagement erhielt. In den Folgejahren arbeitete Schmitt an verschiedenen Mannheimer Bühnen (Theater der Jugend, Studio 49, Nationaltheater Mannheim) als Schauspieler, Dramaturg und Regisseur. 1950 wurde er am Nationaltheater zum Chefdramaturgen und Assistenten des Intendanten berufen. Schmitt inszenierte hier u. a. Wolfgang Altendorfs armen Menschen.
Ein umfangreiches Betätigungsfeld fand Schmitt in der deutschen Bearbeitung internationaler Film- und Fernsehproduktionen. Als Synchronautor und Synchronregisseur erstellte er die deutschen Synchronfassungen von Kinofilmen wie Rache für Jesse James, Tarzan, der Affenmensch, Immer dieser Michel, Der unheimliche Besucher, die dritte deutsche Fassung vom Western Red River sowie die Neufassungen von Alfred Hitchcocks Kriminalfilmen Die 39 Stufen und Eine Dame verschwindet. Bei den letzten beiden schrieb nicht er, sondern Eberhard Storeck bzw. Werner Uschkurat das Dialogbuch. Auch für Fernsehserien wie Weißes Haus, Hintereingang, Make-up & Pistolen sowie Unter der Sonne Kaliforniens zeichnete Schmitt als Dialogbuchautor und -regisseur verantwortlich.